# Samar Badawi
Samar Badawi, (in arabo سمر بدوي‎?) (nata Samar bint Muhammad Badawi; 28 giugno 1981), è un'attivista saudita che si batte per i diritti delle donne e denuncia il sistema di tutela imposto loro in Arabia Saudita Lei e suo padre sono arrivati a intentarsi cause legali l'uno contro l'altra. Il padre l'ha accusata di disobbedienza ai sensi del sistema di tutela maschile saudita e lei ha accusato suo padre di adhl - "rendere difficile o impossibile per una persona, in particolare una donna, ad avere ciò che desidera, o ciò che è legittimamente suo; ad esempio, il suo diritto di sposarsi" - per essersi rifiutato di permetterle di sposarsi.
Dopo che Badawi perse diverse date del processo relative all'accusa, fu emesso un mandato di arresto per lei e Badawi fu imprigionata il 4 aprile 2010. Nel luglio 2010, la Corte generale di Jeddah si pronunciò in favore di Samar Badawi, che fu rilasciata il 25 ottobre 2010, e la sua tutela fu trasferita a uno zio. C'era stata una campagna di sostegno locale e internazionale per la sua liberazione. La ONG saudita Human Rights First Society descrisse l'imprigionamento di Badawi come "oltraggiosa detenzione illegale".
Lei ha intentato una causa anche contro il governo dell'Arabia Saudita chiedendo il diritto di voto delle donne ed ha partecipato alla campagna per la guida delle donne guidando regolarmente l'auto dal giugno 2011.

## Biografia
Samar Badawi è la sorella del blogger e attivista Raif Badawi. Samar Badawi sarebbe stata abusata fisicamente da suo padre per 15 anni. Sua madre è morta prima dell'ottobre 2010. Nel marzo 2008 lei è fuggita in un rifugio per donne a Jeddah', la Protection Home. 
In qualità di suo tutore maschile, il padre di Badawi ha presentato un'accusa di disobbedienza contro di lei. L'Ufficio investigativo e dei pubblici ministeri sauditi ha ritirato l'accusa. Il padre di Badawi ha presentato poi un'altra accusa di disobbedienza contro di lei nel 2009. Badawi ha saltato alcune apparizioni in tribunale. A giugno, il giudice Abdullah al-'Uthaim ha emesso un mandato d'arresto nei suoi confronti. A luglio si è trasferita dal rifugio per donne a casa di suo fratello. Un'indagine non giudiziaria della Casa di Protezione ha dichiarato che "il padre di Badawi l'aveva picchiata e abusata verbalmente, aveva fatto uso di droghe, aveva 14 mogli, aveva esaurito le sue risorse finanziarie, aveva ripetutamente cambiato lavoro ed era diventato amico di un 'cattivo gruppo di persone'".

### Suffragio femminile e patente di guida
Durante questo periodo ha incontrato il suo futuro marito. Per sposarlo aveva bisogno del permesso di suo padre. Poiché lui si è rifiutato di darglielo, lei lo ha citato in giudizio per abuso della sua tutela chiedendo di rimuovere lo status di suo padre come suo tutore. Il primo giorno del tribunale, è stata inizialmente arrestata con un mandato di disobbedienza pendente ed è rimasta in custodia per sette mesi. Alla fine il tribunale ha ordinato ad entrambe le parti di riconciliarsi a condizione che il padre non esercitasse più violenza contro la figlia, approvasse il suo matrimonio e non avviasse più procedimenti legali inutili contro di lei. Attivisti per i diritti umani dell'Arabia Saudita e internazionali hanno condotto una campagna per il rilascio di Badawi che nel frattempo ha presentato una petizione alla National Society for Human Rights, una ONG per i diritti umani legata al governo, chiedendo di non essere restituita a suo padre e di "facilitare il suo percorso verso il matrimonio". Il 25 ottobre 2010, Badawi è stata rilasciata dal carcere su ordine del governatore Khalid bin Faisal. Uno zio da parte di padre divenne il suo nuovo tutore. Samar Badawi è stata la prima donna in Arabia Saudita ad ottenere una licenza di matrimonio dal suo tutore in tribunale. 
Da allora Badawi si batte per l’abolizione del sistema dei tutori. Ha anche svolto un ruolo centrale nella campagna Women2Drive, che si è battuta per il diritto delle donne alla guida, e ha intentato una causa contro il governo dell'Arabia Saudita chiedendo il diritto di voto delle donne. Badawi ha infatti presentato una denuncia al Grievances Board, un tribunale non soggetto alla Sharia, contro il Ministero degli affari municipali e rurali per il rifiuto della sua registrazione per le elezioni municipali del 2011. La decisione fu che il problema era "prematuro". In base al Dipartimento di Stato degli Stati Uniti, Badawi è stata la prima persona a battersi per vie legali a favore del suffragio delle donne in Arabia Saudita. Nel novembre 2011, lei e Manal al-Sharif hanno presentato accuse al Grievances Board contro la Direzione generale del traffico dell'Arabia Saudita per aver respinto le loro domande di patente di guida. L'8 marzo 2012, Badawi ha ricevuto un premio dal Dipartimento di Stato degli Stati Uniti per il suo contributo ai diritti delle donne.

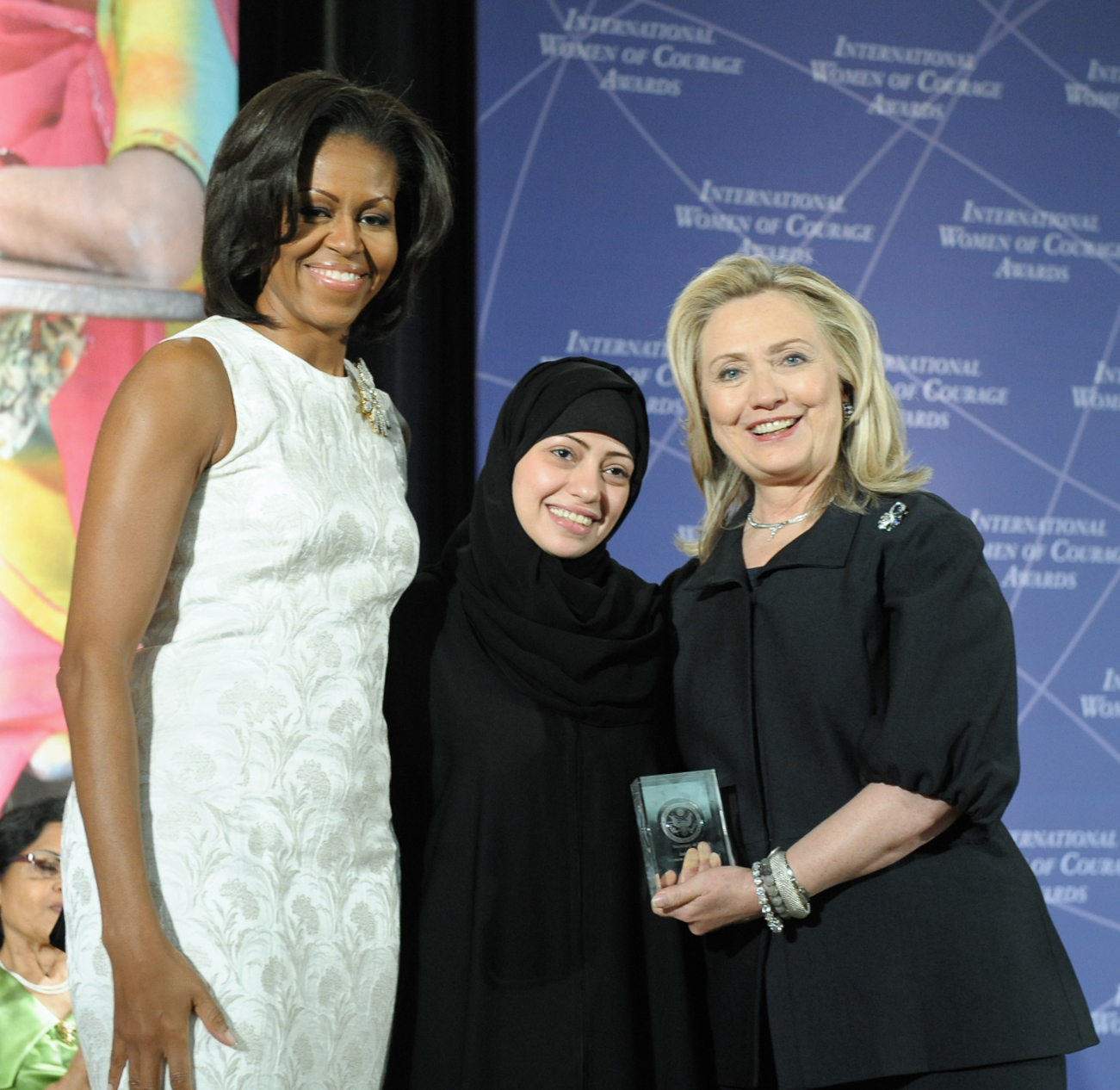
Samar Badawi (al centro) con Michelle Obama e Hillary Clinton alla cerimonia dell'International Women of Courage Award nel 2012

Badawi è stata sposata per qualche tempo con l'avvocato Waleed Abu al-Khair, che ha rappresentato lei e suo fratello Raif Badawi in tribunale, prima che lui stesso fosse condannato a 15 anni di prigione in quello che le organizzazioni per i diritti umani hanno definito un processo ingiusto. Hanno una figlia insieme. Il matrimonio si è concluso con un divorzio, ma Badawi continua a fare campagna per il rilascio di Waleed Abu al-Khair. Secondo Amnesty International, questo impegno è stato il motivo del suo nuovo arresto nel gennaio 2016. Alla fine è stata rilasciata dopo un lungo interrogatorio.

### Ritirato il passaporto (2014)
Il 16 settembre 2014, Samar Badawi ha tenuto un discorso al Consiglio per i diritti umani delle Nazioni Unite a Ginevra, a nome dell'organizzazione Americans for Democracy and human rights in Bahrain (ADHRB) e del Bahrain Institute of Rights and Democracy (BIRD) e di Human Rights Watch in Arabia Saudita. La sua presentazione si è concentrata sulla situazione dei difensori dei diritti umani in Arabia Saudita e sulla detenzione di suo marito, l'attivista Waleed Abulkhair. Durante il suo intervento i membri della delegazione dell'Arabia Saudita l'hanno ripetutamente interrotta. 
Il 18 settembre 2014, Badawi ha incontrato a Ginevra l'Alto Commissario per i Diritti Umani, il Principe Zeid bin Ra'ad. Il 20 settembre 2014, Badawi è volata negli Stati Uniti, dove ha incontrato senatori statunitensi e segretari di diverse organizzazioni per i diritti umani per discutere la questione di suo marito e di altri detenuti. A quel tempo, Badawi ha detto di aver ricevuto una minaccia diretta dal segretario del ministro degli Esteri dell'Arabia Saudita che doveva interrompere le sue attività per i diritti umani, altrimenti sarebbero state intraprese azioni contro di lei. Successivamente è tornata in Arabia Saudita senza incidenti, a parte il fatto che le autorità locali le hanno ritirato il passaporto.
Il 2 dicembre dello stesso anno, a Badawi è stato vietato di lasciare il paese, impedendole all'aeroporto internazionale King Abdulaziz di recarsi a Bruxelles dove intendeva prendere parte al Forum delle ONG dell'Unione europea sui diritti umani. Il personale dell'Ufficio Passaporti ha detto che il Ministero dell'Interno aveva emesso un divieto di viaggio e non le avrebbe permesso di viaggiare all'estero. L'UE ha contattato le autorità saudite per chiedere chiarimenti sui motivi di tale divieto. 

### Arrestata nel 2016
In un comunicato stampa il 12 gennaio 2016 Amnesty International ha annunciato che Samar Badawi era stata arrestata e portata con la sua figlia di due anni, Joud, alla stazione di polizia di Jeddah dove è stata interrogta. Quattro ore più tardi Badawi è stata trasferita alla prigione centrale di Dhahban, la stessa prigione dove suo fratello, anche lui dissidente, Raif Badawi era detenuto.

### Nuovo arresto nel 2018
Secondo Human Rights Watch (HRW), il 30 luglio 2018 è stata nuovamente arrestata dalle autorità saudite insieme a Nassima al-Sadah e detenuta nella prigione centrale di Dhahban. La richiesta di rilascio da parte del ministro degli esteri del Canada, Chrystia Freeland, ha creato tensioni tra i due paesi. L'Arabia Saudita ha poi espulso l'ambasciatore canadese e congelato il commercio con il Canada. 
Il 27 giugno 2021 Badawi è stata rilasciata dal carcere.